# Ngô Tân Trí
Ngô Tân Trí (tiếng Trung: 吴新智, Wu Xinzhi, sinh 2/6/1928 tại Hợp Phì (合肥市) tỉnh An Huy, mất 4/12/2021 tại Bắc Kinh) Trung Quốc, là một nhà cổ nhân chủng học, viện sĩ xuất sắc của Viện Hàn lâm Khoa học Trung Quốc, và là phó giám đốc của Viện Cổ sinh Động vật có xương sống và Cổ nhân loại học (IVPP, Institute of Vertebrate Paleontology and Paleoanthropology).
Theo đuổi chuyên ngành cổ nhân loại học và giải phẫu, thời kỳ 1953-1958 ông làm trợ lý giảng dạy tại bộ môn Giải phẫu, Học viện Y khoa Đại Liên. Sau đó, ông trở thành một giáo sư trợ lý nghiên cứu, và phó giám đốc của IVPP. Trong những năm 1980, ông là trưởng ban biên tập của tạp chí khoa học Trung Quốc Acta Anthropologica Sinica. Ông là viện sĩ của Viện Hàn lâm Khoa học Trung Quốc. Năm 2013 ông được vinh danh nhận giải thưởng "Thành tựu trọn đời năm 2013" về nhân chủng học.
Ông qua đời ngày 4 tháng 12 năm 2021 ở Bắc Kinh, hưởng thọ 93 tuổi.

## Quan điểm về tiến hóa loài người
Trong nghiên cứu về tiến hóa loài người, năm 1984 ông Ngô cùng với Milford H. Wolpoff và Alan Thorne phát triển giả thuyết Nguồn gốc đa vùng của người hiện đại. Ông là người chỉ trích mạnh mẽ giả thuyết một nguồn gốc của con người, hay thuyết "rời khỏi châu Phi" (Out of Africa).
Trong các nghiên cứu cổ nhân chủng ông đã giới hạn ở phạm vi Trung Quốc và đưa ra khái niệm "lai giống liên tục" để dẫn giải đến một mô hình đa trung tâm cụ thể cho Trung Quốc (Wu, 1998). Theo ông, dòng truyền thừa của con người phát sinh vào lúc nào đó trong đầu kỷ Pleistocene ở châu Phi, và kể từ đó, sự tiến hóa diễn ra trong vòng một loài duy nhất và liên tục. Ông cho rằng Homo erectus là mẫu hóa thạch đầu tiên của giống người khôn ngoan Homo sapiens, chống lại quan điểm rằng Homo sapiens xuất hiện như một loài vào hồi 200.000 năm trước tại châu Phi. Ông lập luận rằng trong khi có cuộc di cư bên ngoài châu Phi trong vòng 100.000 năm qua, nhưng đã không thay thế số người đã định cư tại Trung Quốc. Ông tuyên bố có bằng chứng về sự liên tục mang tính khu vực ở Trung Quốc về hình thái sọ Mongoloid, trong khi luôn luôn có dòng gen trao đổi giữa những người cư ngụ bản địa và người di cư châu Phi.

## Công trình đăng tải
- Wu, X. (1990). "The evolution of humankind in China". Acta Anthropologica Sinica. 9(4): 312-321.
- Wu, X., Poirier, F. E. (1995). Human evolution in China: a metric description of the fossils and a review of the sites. New York: Oxford University Press.
- Wu, X. (1997). "On the descent of modern humans in East Asia". In: Conceptual Issues in Modern Human Origin Research. Clarke, G.A. and Willermet C. M. (eds). New York: Aldine de Gruyter.
- Wu, X. (1998). "Origin of modern humans of China viewed from cranio-dental characteristics of late Homo sapiens". Acta Anthropologica Sinica. 17. 276-282.
- Wu, X. (2004). "On the origin of modern humans in China". Quaternary International. 117(1): 131-140.
- Wu, X. (2004). "Discussion on the results of some molecular studies concerning the origin of modern Chinese". Acta Anthropologica Sinica. 24(4): 259-269.
- Wu, X. (2006). "Evidence of Multiregional Human Evolution Hypothesis from China". Quaternary Sciences. 26(5): 702-709.
- Wu, X., Cui, Y. (2010). On the origin of modern humans in China Lưu trữ ngày 1 tháng 3 năm 2012 tại Wayback Machine. Before Farming (online). 6: 1-6.